# Прилівщина
Прилівщина (до 2024 року — Першотравне́ве) — село в Україні, у Зіньківській міській громаді Полтавського району Полтавської області. Населення становить 297 осіб. До 2020 орган місцевого самоврядування — Першотравнева сільська рада.

## Географія
Село Прилівщина знаходиться за 3 км від правого берега річки Грунь. На відстані до 1 км розташовані села Храпачів Яр, Кілочки та Свічкарівщина. До села прилягають невеликі лісові масиви (дуб).

## Населення

### Мова
Розподіл населення за рідною мовою за даними перепису 2001 року:
| Мова       | Кількість | Відсоток |
| ---------- | --------- | -------- |
| українська | 296       | 99.66%   |
| російська  | 1         | 0.34%    |
| Усього     | 297       | 100%     |

## Історія
Засноване як село Приливщина. 1928 року перейменоване в село Молотове. 1958 року перейменоване в село Першотравневе.
Жертвами голодомору 1932—1933 років стало 69 осіб.
12 червня 2020 року, відповідно до розпорядження Кабінету Міністрів України № 721-р «Про визначення адміністративних центрів та затвердження територій територіальних громад Полтавської області», село увійшло до складу Зіньківської міської громади.
19 липня 2020 року, в результаті адміністративно - територіальної реформи та ліквідації Зіньківського району, село увійшло до складу новоутвореного Полтавського району Полтавської області.
19 вересня 2024 року Верховна Рада підтримала перейменування села Першотравневе на Прилівщина. 26 вересня 2024 року перейменування набуло чинності.